# Andimadam
Andimadam (tamil: ஆண்டிமடம்) es una localidad del estado indio de Tamil Nadu, perteneciente al distrito de Ariyalur.
En 2011, la localidad tenía una población de 6165 habitantes. Desde 2016 es capital de un taluk dentro del distrito.
La localidad es conocida por albergar en su centro urbano un templo histórico de Shiva, fundado por Sri Agathiyar en tiempos de la dinastía Chola.
Se ubica unos 40 km al noreste de la capital distrital Ariyalur, sobre la carretera 140 que une Virudhachalam con Kumbakonam.